# Grote Zaal (Breda)

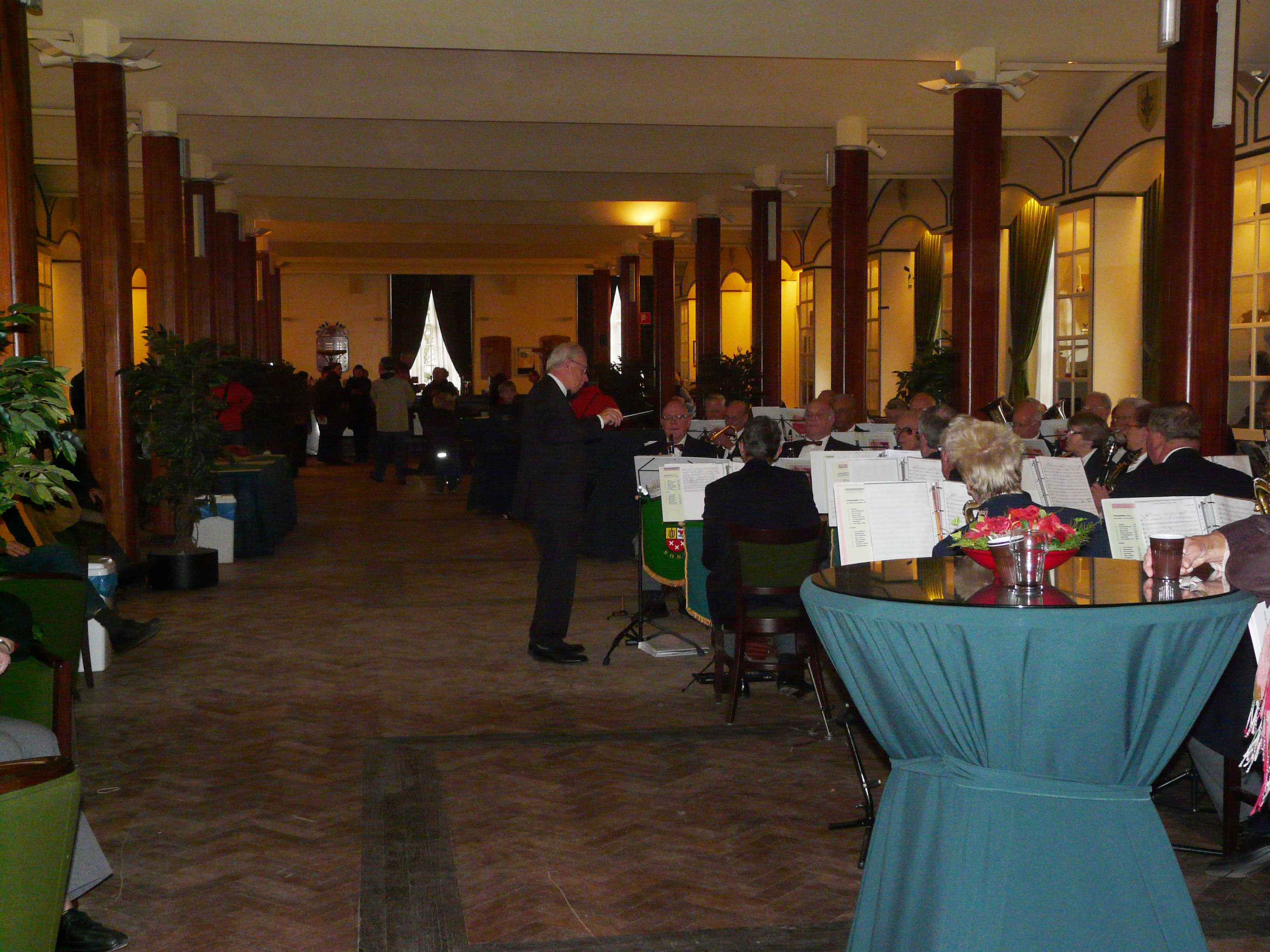
Grote Zaal

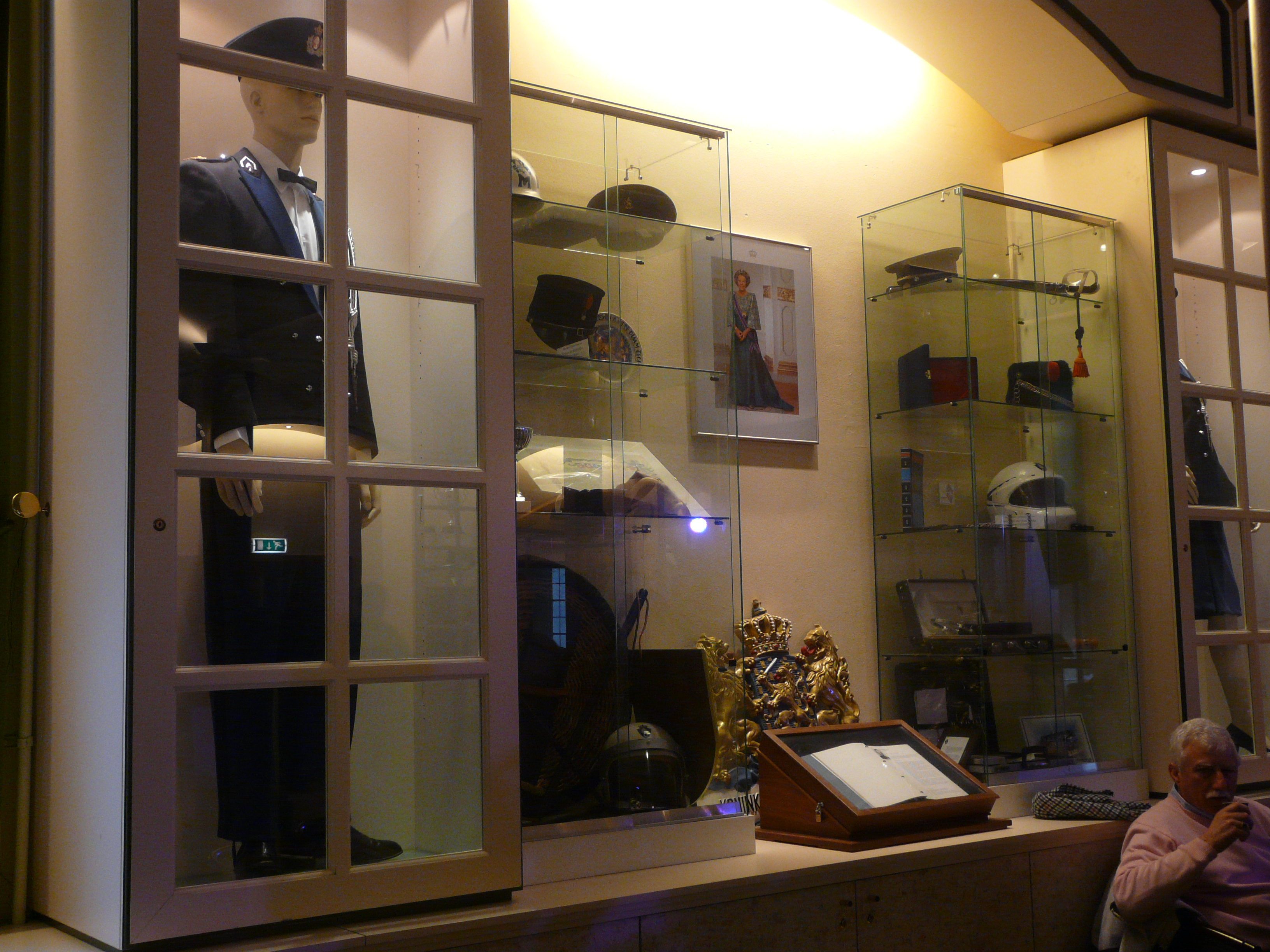
Vitrine

De Grote Zaal van het Kasteel van Breda is altijd de belangrijkste zaal van het kasteel geweest. Vroeger heette de zaal Ridderzaal.
In deze zaal sloten Nederland en Engeland in 1667 de Vrede van Breda. Hierbij verwierf Nederland Suriname in ruil voor Nieuw-Amsterdam (het huidige New York).
Thans is de Grote Zaal de huiskamer van de cadetten die de opleiding tot officier volgen bij de Koninklijke Militaire Academie. De Grote Zaal is ingedeeld in kleinere ruimten (boxen). Ieder wapen- en dienstvak van de landmacht heeft er zijn eigen box. De cadetten die later een functie gaan vervullen in zo'n wapen- of dienstvak, hebben hun eigen huiskamertje in de grote huiskamer. De luchtmacht heeft een grote box aan de kopzijde van de Grote Zaal. De Marechaussee heeft ook een eigen box, gelegen tussen die van de Genie en de Luchtmacht.
Aan de wanden zijn in vitrines diverse attributen te zien.
De Grote Zaal wordt ook gebruikt voor het houden van feesten zoals:
- het Assaut, het jaarlijkse driedaagse gala van de KMA;
- het Oranjebal.